# Epacris obtusifolia
Epacris obtusifolia är en ljungväxtart som beskrevs av James Edward Smith. Epacris obtusifolia ingår i släktet Epacris och familjen ljungväxter. Inga underarter finns listade i Catalogue of Life.

## Bildgalleri

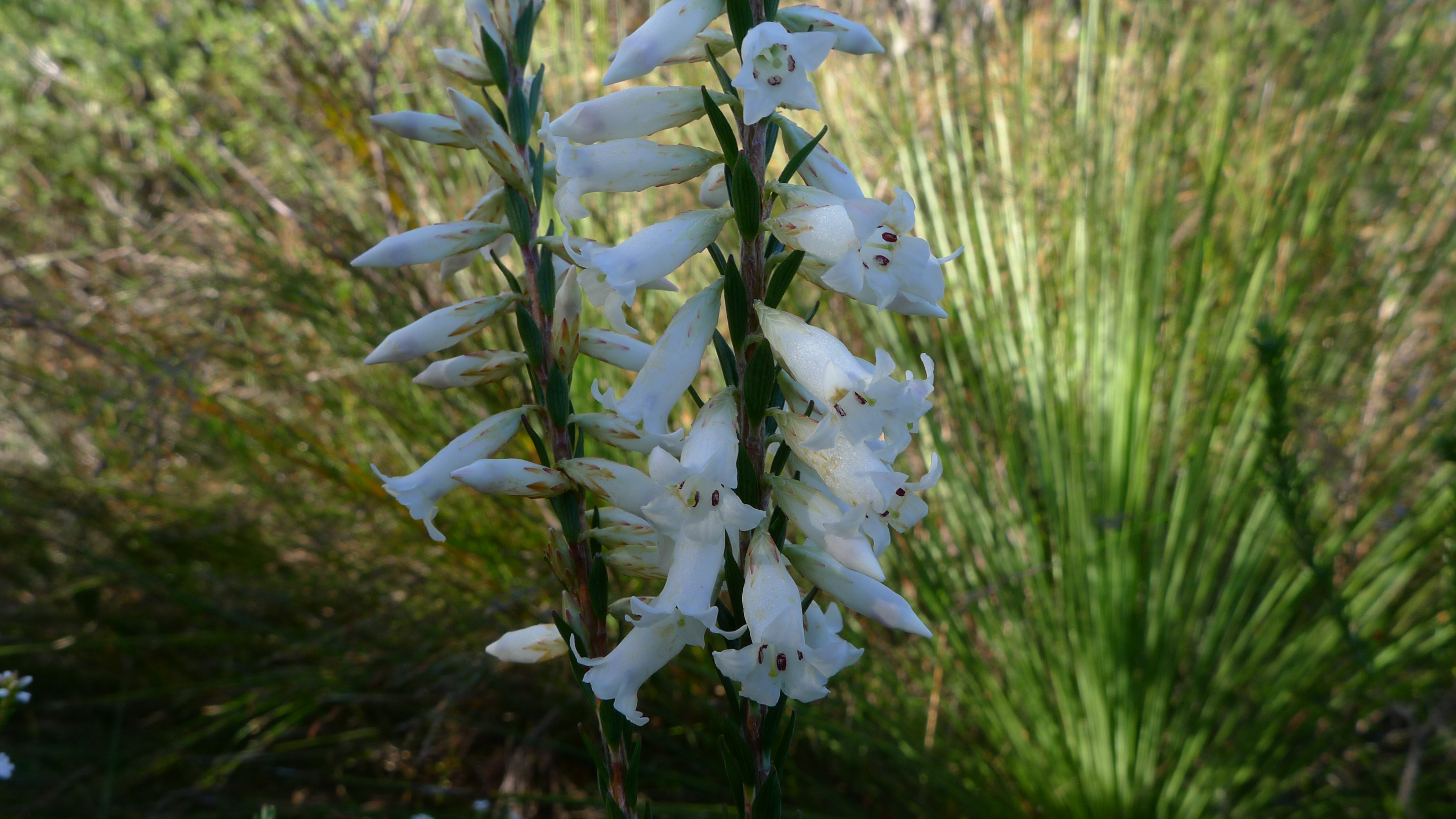
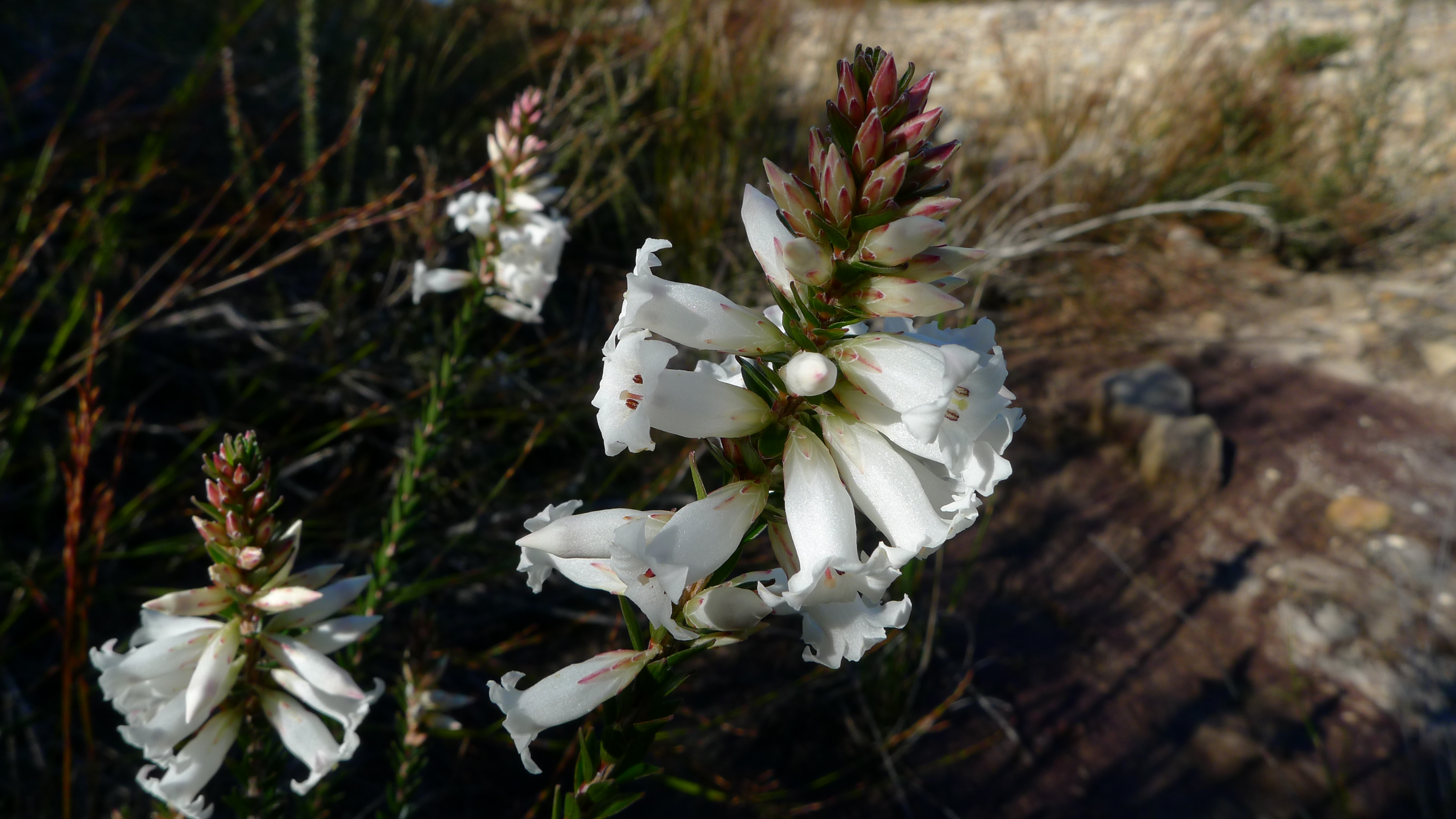